# 10Base-T

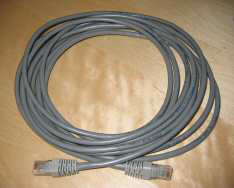
Kabel 10BASE-T.

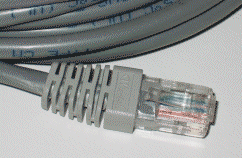
Kabel 10BASE-T oraz wtyczka RJ-45.

10BASE-T (10Base-T) – standard Ethernetowy, wprowadzony w 1990 roku, który pozwala urządzeniom sieciowym na komunikację z wykorzystaniem skrętki. Standard obejmuje specyfikację przewodów oraz modulacji sygnału nośnego. Przewidywana przez niego prędkość to 10 Mb/s.
Nazwa 10BASE-T określa:
- 10 – szybkość transmisji 10 Mb/s,
- BASE (od baseband) – przesyłanie sygnału w paśmie podstawowym (bez modulacji),
- T (ang. T – twisted) – skrętka.

W 10BASE-T wykorzystuje się drugą oraz trzecią parę przewodów (pomarańczowe i zielone ze standardu TIA-568B). Najpopularniejszą wtyczką stosowaną w 10BASE-T jest 8P8C. Do połączenia więcej niż dwóch komputerów wymagany jest koncentrator.
10BASE-T był pierwszym niezależnym od dostawców standardem Ethernetu opartym na skrętce. Jednak za jego protoplastę można uznać standard StarLAN rozwiniętego przez korporację AT&T.
W modelu OSI 10BASE-T można przyporządkować do warstwy fizycznej. Standard Ethernet opisuje zarówno metody adresowania jak również cechy medium. W takim ujęciu 10BASE-T można uznać za jedną z wersji warstwy fizycznej w Ethernecie. 10BASE2, 10BASE5 oraz 10BASE-F to inne warianty budowy tej warstwy.

## Schematy kabli
W 10Base-T używa się wtyczek RJ-45 w standardzie TIA-568A lub TIA-568B. Wykorzystywana jest tylko druga i trzecia para (pomarańczowa i zielona), ale w każdym ze standardów odmiennie: w TIA-568A para druga (pomarańczowa) łączy wtyki 3 i 6, a para trzecia (zielona) wtyki 1 i 2, natomiast w TIA-568B odwrotnie. Koncentrator lub przełącznik 10Base-T nadaje na wtykach 3 i 6, a odbiera na 1 i 2, podczas gdy węzły nadają na wtykach 1 i 2, a odbierają na wtykach 3 i 6. Jeśli wtyczki są identyczne po obu stronach kabla, to kabel służy do łączenia koncentratora/przełącznika z węzłami sieci („patch”). Jeśli są różne, to kabel jest skrosowany i służy do łączenia ze sobą węzłów lub koncentratorów, przełączników. Standardy EIA/TIA 568 wyglądają następująco:

Tablica 25 par kolorów

| Wtyk | Para | Kabel | Kolory             |
| ---- | ---- | ----- | ------------------ |
| 1    | 3    | 1     | biało-zielony      |
| 2    | 3    | 2     | zielono-biały      |
| 3    | 2    | 1     | biało-pomarańczowy |
| 4    | 1    | 2     | niebiesko-biały    |
| 5    | 1    | 1     | biało-niebieski    |
| 6    | 2    | 2     | pomarańczowo-biały |
| 7    | 4    | 1     | biało-brązowy      |
| 8    | 4    | 2     | brązowo-biały      |

| Wtyk | Para | Kabel | Kolory             |
| ---- | ---- | ----- | ------------------ |
| 1    | 2    | 1     | biało-pomarańczowy |
| 2    | 2    | 2     | pomarańczowo-biały |
| 3    | 3    | 1     | biało-zielony      |
| 4    | 1    | 2     | niebiesko-biały    |
| 5    | 1    | 1     | biało-niebieski    |
| 6    | 3    | 2     | zielono-biały      |
| 7    | 4    | 1     | biało-brązowy      |
| 8    | 4    | 2     | brązowo-biały      |

## Kodowanie danych
W standardzie 10Base-T dane przesyłane są w parze przewodów tworzących skrętkę, jedna para jest używana jako nadajnik, jedna jako odbiornik. Dane są kodowane w kodzie Manchester z taktem zegara 20 MHz, co daje przepustowość 10 Mb/s. Między przewodami skrętki podczas transmisji panuje napięcie +2,5 V lub -2,5 V.